# Capotille
Capotille (creolă haitiană Kapotiy) este o comună din arondismentul Ouanaminthe, departamentul Nord-Est, Haiti, cu o suprafață de 68,69 km2 și o populație de 17.626 locuitori (2009).